# یواس‌اس بابولکین (ای‌ام‌اس-۲)
یواس‌اس بابولکین (ای‌ام‌اس-۲) (به انگلیسی: USS Bobolink (AMS-2)) یک کشتی بود که طول آن ۱۳۶ فوت (۴۱ متر) بود. این کشتی در سال ۱۹۴۲ ساخته شد.